# سيتفراتي (إيطاليا)
 إيطاليا
سيتفراتي؛ كومونا(بلدية) في محافظة فروزينوني في المنطقة الإياطاليا لاتسيو الإيطالية والتي تقع على بعد حوالي 120 كيلومتر (75 ميل) شرق روما و 40 كيلومتر (25 ميل) شرق فروزينوني

## المعالم السياحية الرئيسية
تضم أراضي سيتيفراتي معبد كانيتو القديم، وفي عام 1958، بالقرب منه، تم العثور على رواسب ضدد غابر مكرس للإلهة الإيطاليا ميفيتيس (الذي أسس في القرن الثالث قبل الميلاد).
في عام 1974، تم العثور على بقايا فيلا (دارة) رومانية (تعود تاريخها إلى أواخر العصر الإمبراطوري) على بعد أقل من كيلومتر من وسط المدينة، في كازا فيرما. 
لا تزال الآثار وبرج قلعة من القرن العاشر قائمة حتى اليوم.

## وصلات خارجية
- الموقع الرسمي